# Hermann Federico Fischer
Hermann Federico Fischer (22 de enero de 1848 - 13 de julio de 1918) fue cónsul de Dinamarca y exportador de uva que vivió en Almería desde finales del siglo XIX.
Fue miembro de una familia danesa proveniente de Lübeck, Alemania, compuesta por dieciséis hermanos y dedicada al comercio de madera.
Buscando ampliar mercados, Fischer se instaló en el sur de España, y en 1872 es nombrado cónsul en Málaga de siete naciones, entre ellas Dinamarca, Alemania, Rusia, Francia e Italia. Más adelante se afinca en Almería, donde construyó el Cortijo Fischer, para continuar con su labor como cónsul danés y enriquecerse como consignatario de buques y comerciante, primero de aceite de oliva y luego de la uva de mesa de Ohanes. No en vano, la suya fue una de las primeras firmas de exportación uvera de la provincia de Almería. 
En 1882 se casa con Cecilia Johanne, su primera esposa, quien apenas seis años después, en 1888, muere tras un accidente montando a caballo. Supuestamente, la construcción de la casa comenzaría poco tiempo después para finalizar sobre el 1900. Fischer quiso que esta se pareciese a la residencia que la familia poseía en Lübeck, y recibiría el nombre de Villa Cecilia en homenaje a su esposa.